# Przestrzeń zupełna
Przestrzeń metryczna zupełna – przestrzeń metryczna o takiej własności, że każdy ciąg Cauchy’ego utworzony z punktów tej przestrzeni ma granicę w punkcie należącym do tej przestrzeni.
Przestrzeń nazywa się niezupełną, jeśli istnieje choć jeden ciąg utworzony z punktów tej przestrzeni, którego granica nie należy do tej przestrzeni. Np. przestrzeń liczb wymiernych z metryką euklidesową{\displaystyle (\mathbb {Q} ,d_{e})} nie jest zupełna, gdyż np. można utworzyć ciąg liczb wymiernych, który jest zbieżny do liczby {\displaystyle {\sqrt {2}}}, która jest niewymierna (patrz przykłady poniżej). Przestrzeń niezupełną można uzupełnić o „brakujące” punkty tak, aby stała się zupełna. Np. zbiór liczb wymiernych uzupełniony o „brakujące” punkty staje się zbiorem liczb rzeczywistych.
Pojęcie zupełności wymaga istnienia metryki, pozwalającej określać granice ciągów – dlatego można je definiować tylko dla przestrzeni metrycznych. W szerszej klasie przestrzeni topologicznych, w ogólności niemetryzowalnych, wprowadza się analogiczne pojęcie zwartości przestrzeni.

## Przykłady

### Przestrzenie zupełne
1. Przestrzenie euklidesowe {\displaystyle (\mathbb {R} ^{n},d_{e})} n-wymiarowe z metryką euklidesową są przestrzeniami zupełnymi.
2. Dowolny zbiór z topologią dyskretną jest przestrzenią metryzowalną w sposób zupełny przez metrykę dyskretną.
3. Z definicji przestrzenie Banacha są przestrzeniami unormowanymi, które są zupełne.
4. Szerszą klasą zupełnych przestrzeni liniowo-metrycznych są F-przestrzenie.

### Przestrzenie niezupełne
1. Dowolny przedział otwarty jedno- lub dwustronnie z metryką euklidesową nie jest zupełny. Np. przedział {\displaystyle (0,2]} nie jest zupełny, gdyż np. ciąg {\displaystyle a_{n}={\frac {1}{n}}} jest ciągiem Cauchy’ego w nim zawartym, ale jego granica = 0 nie należy do tego przedziału.
2. Zbiór liczb wymiernych {\displaystyle \mathbb {Q} } nie jest zupełny, gdyż np.
  - ciąg {\displaystyle x_{1}=1} oraz {\displaystyle x_{n+1}={\frac {x_{n}}{2}}+{\frac {1}{x_{n}}},n=1,2,3,\dots } jest ciągiem Cauchy’ego liczb wymiernych, ale jego granicą jest liczba niewymierna = {\displaystyle {\sqrt {2}},}
  - ciąg {\displaystyle x_{n}=\sum _{k=0}^{n}{\frac {1}{k!}},} {\displaystyle n=0,1,2,3,\dots } jest ciągiem Cauchy’ego liczb wymiernych, ale jego granicą jest liczba niewymierna = {\displaystyle e} (liczba Nepera).

## Zupełność jako niezmiennik
Tw. 1 Zupełność jest niezmiennikiem metrycznym, tzn. jest zachowywana przy izometriach.
Tw. 2 Zupełność nie jest niezmiennikiem topologicznym.
Np. zbiór liczb rzeczywistych {\displaystyle (-\infty ,+\infty )} oraz dowolny przedział obustronnie otwarty {\displaystyle (a,b)} są przestrzeniami wzajemnie homeomorficznymi (więc są to przestrzenie topologicznie nieodróżnialne); z drugiej strony zbiór liczb rzeczywistych jest przestrzenią zupełną, zaś przedział otwarty {\displaystyle (a,b)} nie jest.

## Dalsze własności
Tw. 3 (Cantora) Przestrzeń jest zupełna {\displaystyle \iff } każdy zstępujący ciąg niepustych zbiorów domkniętych o średnicach dążących do zera ma niepuste przecięcie.
Tw. 4 W przestrzeni metrycznej zupełnej przeliczalna suma domkniętych zbiorów brzegowych jest zbiorem brzegowym.
Tw. 5 Przestrzeń metryczna jest zupełna i całkowicie ograniczona {\displaystyle \iff } przestrzeń metryczna jest zwarta.
Tw. 6 Każda przestrzeń metryczna zupełna jest zupełna w sensie Čecha.

## Twierdzenie Hausdorffa
Tw. Hausdorffa (o uzupełnieniu przestrzeni metrycznej)
1. Dla każdej przestrzeni metrycznej {\displaystyle (X,d)} istnieje przestrzeń metryczna zupełna {\displaystyle {\big (}{\tilde {X}},{\tilde {d}}{\big )}} oraz zanurzenie izometryczne {\displaystyle f\colon X\to {\tilde {X}},} dla którego {\displaystyle f(X)} jest gęstą podprzestrzenią {\displaystyle {\tilde {X}}.} Przestrzeń {\displaystyle {\big (}{\tilde {X}},{\tilde {d}}{\big )}} nazywa się uzupełnieniem przestrzeni {\displaystyle (X,d).}
2. Ponadto jeśli {\displaystyle (Y,\rho )} jest przestrzenią zupełną oraz istnieje izometryczne zanurzenie {\displaystyle g\colon X\to Y,} dla którego {\displaystyle g(X)} jest gęstą podprzestrzenią {\displaystyle Y,} to {\displaystyle Y} i {\displaystyle {\tilde {X}}} są izometryczne.

Innymi słowy:
- Każda przestrzeń metryczna ma jedyne uzupełnienie – z dokładnością do izometrii.